# NGC 3098
NGC 3098 (другие обозначения — UGC 5397, MCG 4-24-12, ZWG 123.14, KARA 389, PGC 29067) — линзовидная галактика в созвездии Лев.
Этот объект входит в число перечисленных в оригинальной редакции «Нового общего каталога».
Галактика расположена ребром к наблюдателю. Её балдж небольшой и компактный, а между балджем и диском есть кольцо повышенной звёздной яркости. Возраст звёзд в галактике однородный и составляет 5-8 млрд. лет. 